# Proteção do sistema de energia
A proteção do sistema de energia é um ramo da engenharia elétrica dedicado a garantir a segurança dos sistemas de energia elétrica contra falhas, por meio da desconexão das partes defeituosas, mantendo o restante da rede em operação. O objetivo principal de um esquema de proteção é garantir a estabilidade do sistema, isolando apenas os componentes com defeito e preservando a operação da maior parte da rede possível. Os dispositivos responsáveis por proteger os sistemas de energia contra falhas são conhecidos como dispositivos de proteção.

## Componentes
Os sistemas de proteção geralmente compreendem cinco componentes
- - Transformadores de corrente e tensão: Utilizados para reduzir as altas tensões e correntes do sistema de energia elétrica a níveis adequados, permitindo que os relés operem de maneira segura e eficaz.
  - Relés de proteção: Responsáveis por detectar falhas no sistema e iniciar a ordem de disparo ou desconexão das partes defeituosas, garantindo a continuidade da operação da rede elétrica.
  - Disjuntores ou RCDs: Equipamentos que abrem ou fecham o sistema com base nos comandos dos relés, garantindo a desconexão de falhas e a reconexão automática quando necessário.
  - Baterias: Fornecem energia de reserva em caso de desconexão da fonte principal de alimentação, assegurando que os dispositivos de proteção e controle continuem funcionando durante interrupções de energia.
  - Canais de comunicação: Facilitam a análise remota das correntes e tensões nos terminais de uma linha, além de permitir o disparo remoto de equipamentos, aumentando a flexibilidade e a eficiência da operação e manutenção do sistema.

Para partes de um sistema de distribuição, os fusíveis são capazes de detectar e desconectar falhas.
Falhas podem ocorrer em cada parte, como falha de isolamento, linhas de transmissão caídas ou quebradas, operação incorreta de disjuntores, curtos-circuitos e circuitos abertos. Dispositivos de proteção são instalados com o objetivo de proteger ativos e garantir o fornecimento contínuo de energia.
A aparelhagem de manobra é um conjunto de interruptores elétricos, fusíveis ou disjuntores utilizados para controlar, proteger e isolar equipamentos elétricos. Os interruptores são projetados para abrir com segurança sob corrente de carga normal (embora alguns não sejam adequados para operar em condições normais ou anormais), enquanto os dispositivos de proteção são projetados para abrir sob condições de corrente de falha. Equipamentos críticos podem contar com sistemas de proteção redundantes e totalmente independentes, enquanto linhas de distribuição secundárias podem ser protegidas por sistemas mais simples e de baixo custo.

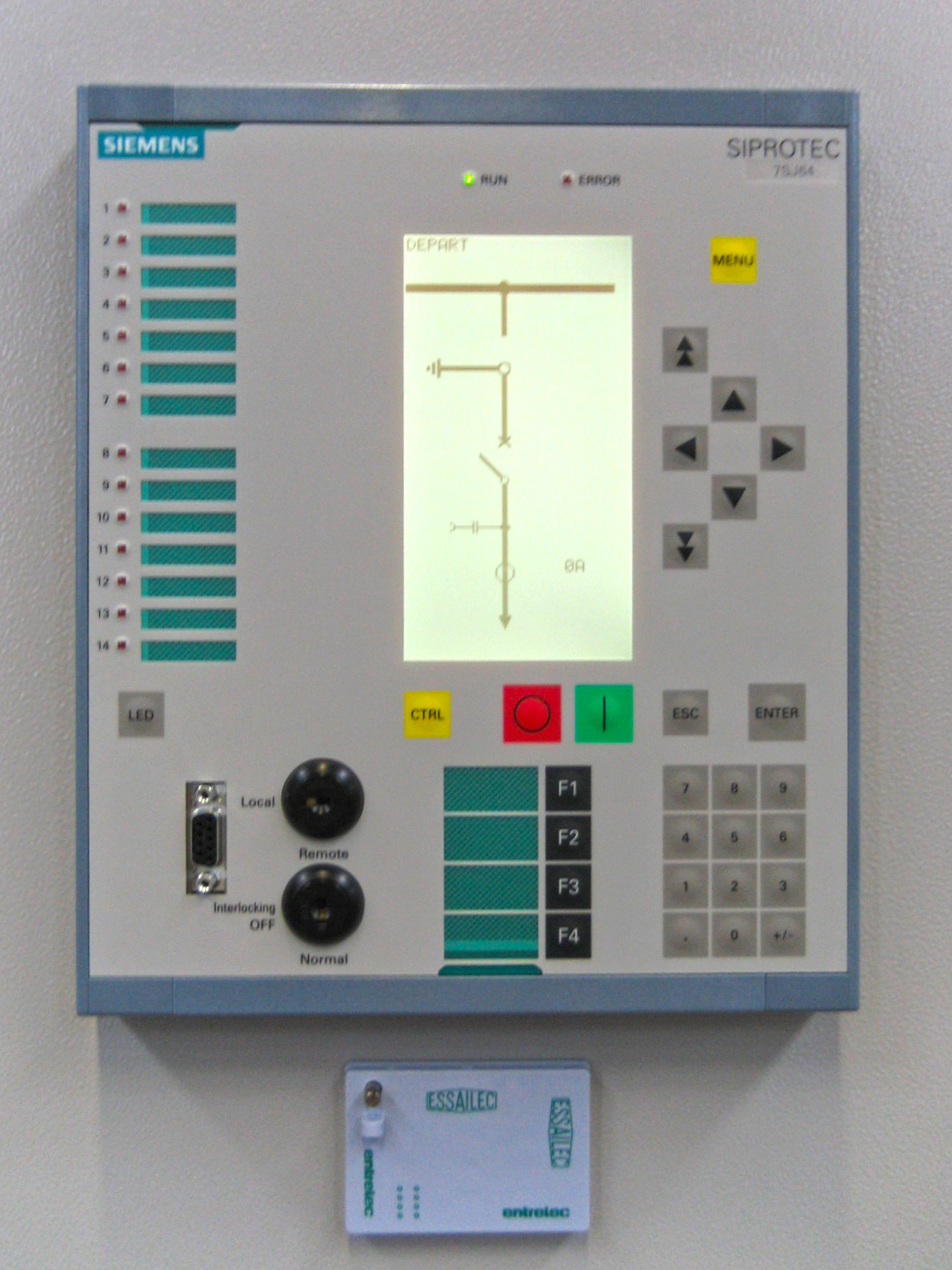
Um relé de proteção multifuncional digital (numérico) para redes de distribuição. Um único dispositivo desse tipo pode substituir muitos relés eletromecânicos de função única e fornece funções de autoteste e comunicação.

## Tipos de proteção

### Rede de transmissão de alta tensão
A proteção do sistema de transmissão e distribuição desempenha duas funções principais: proteger a usina e garantir a segurança do público, incluindo os funcionários. Em seu nível básico, a proteção consiste em desconectar equipamentos que sofrem sobrecarga ou curto-circuito à terra. Além disso, alguns componentes em subestações, como transformadores, podem exigir formas adicionais de proteção, com base em variáveis como temperatura, pressão do gás ou outros parâmetros críticos.

### Grupos geradores
Em uma usina elétrica, os relés de proteção têm a função crucial de prevenir danos aos alternadores e transformadores em situações de operação anormal, como falhas internas, falhas de isolamento ou mau funcionamento nos sistemas de regulagem. Essas falhas são raras, o que significa que os relés de proteção devem operar de forma infrequente. No entanto, caso um relé de proteção não detecte uma falha, os danos resultantes no alternador ou transformador podem exigir reparos ou substituições caras, além de causar perda de receita devido à incapacidade de gerar e vender energia.

### Sobrecarga e backup para distância (sobrecorrente)
A proteção contra sobrecarga requer um transformador de corrente que simplesmente mede a corrente em um circuito e a compara com o valor predeterminado. Existem dois tipos de proteção contra sobrecarga: sobrecorrente instantânea (IOC) e sobrecorrente temporizada (TOC). A sobrecorrente instantânea exige que a corrente exceda um nível predeterminado para que o disjuntor opere. A proteção de sobrecorrente temporizada opera com base em uma curva de corrente versus tempo. Com base nessa curva, se a corrente medida exceder um determinado nível durante o período de tempo predefinido, o disjuntor ou fusível irá operar. A função de ambos os tipos é explicada em Vídeo no YouTube.

### Falha de aterramento/falha de aterramento
A proteção contra falhas de aterramento também envolve o uso de transformadores de corrente para detectar desequilíbrios em um circuito trifásico. Em condições normais, as correntes trifásicas estão equilibradas, ou seja, com magnitudes semelhantes. No entanto, se uma ou duas fases forem conectadas à terra por meio de um caminho de baixa impedância, suas magnitudes aumentarão significativamente, resultando em um desequilíbrio de corrente. Caso esse desequilíbrio ultrapasse um valor predeterminado, um disjuntor deve ser acionado para proteger o sistema. A proteção contra falhas de aterramento restrita é uma variação dessa proteção, focada em detectar falhas de aterramento dentro de uma zona específica, entre dois conjuntos de transformadores de corrente, limitando a atuação da proteção a essa área.

### Distância (relé de impedância)
A proteção de distância monitora tanto a tensão quanto a corrente, sendo eficaz na detecção de falhas em circuitos. Quando ocorre uma falha, há uma queda no nível de tensão. A proteção de distância compara a relação entre a tensão e a corrente medida nos terminais do relé — o que equivale a uma impedância — com um valor predeterminado. Se a impedância medida estiver dentro do intervalo especificado, o disjuntor é acionado. Essa abordagem é particularmente útil para linhas de transmissão mais longas, com distâncias superiores a 10 milhas, pois as características operacionais dessa proteção são baseadas nas propriedades da linha. Quando uma falha ocorre, a impedância configurada no relé é comparada com a impedância aparente da linha, entre os terminais do relé e o ponto de falha. Se a impedância do relé for inferior à impedância aparente, a falha é considerada dentro da zona de proteção. Para linhas de transmissão muito curtas, com menos de 16 km, a proteção de distância pode ser difícil de coordenar. Nesses casos, a proteção diferencial de corrente é uma escolha mais adequada. 

### Backup
O objetivo da proteção é isolar exclusivamente a parte afetada da planta, sem impactar outras áreas do sistema. Caso um disjuntor ou relé de proteção falhe, a proteção de backup entra em ação. Em sistemas críticos, uma falha na proteção primária geralmente aciona a proteção de backup. A proteção de backup remota tende a desligar tanto os itens afetados quanto os não afetados, com o objetivo de limpar a falha de forma ampla. Já a proteção de backup local foca em remover apenas os itens diretamente afetados, garantindo que a falha seja isolada sem afetar outras partes do sistema.

### Redes de baixa tensão
A rede de baixa tensão geralmente depende de fusíveis ou disjuntores de baixa tensão para remover sobrecargas e falhas de aterramento.

### Segurança cibernética
O sistema em massa, que compreende grandes redes elétricas interconectadas, incluindo os sistemas de transmissão e controle, está enfrentando novas ameaças de segurança cibernética a cada dia ("Segurança cibernética da rede elétrica", 2019). A maioria desses ataques tem como alvo os sistemas de controle das redes, que estão conectados à internet, facilitando assim os ataques de hackers. Esses ataques podem causar danos significativos aos equipamentos e comprometer a capacidade dos profissionais de serviços públicos de monitorar e controlar o sistema de maneira eficaz.

## Coordenação
A coordenação de dispositivos de proteção é o processo de determinar o melhor momento para interrupção de corrente quando ocorrem condições elétricas anormais. O objetivo é minimizar uma interrupção na medida do possível. Historicamente, a coordenação dos dispositivos de proteção era feita em papel tora-tora translúcido. Os métodos modernos normalmente incluem análises e relatórios detalhados baseados em computador.
A coordenação da proteção também é feita por meio da divisão do sistema de energia em zonas de proteção. Caso ocorra uma falha em uma determinada zona, as ações necessárias serão executadas para isolar essa zona de todo o sistema. As definições de zona consideram geradores, barramentos, transformadores, linhas de transmissão e distribuição e motores. Além disso, as zonas possuem as seguintes características: as zonas se sobrepõem, as regiões de sobreposição denotam disjuntores e todos os disjuntores em uma determinada zona com uma falha abrirão para isolar a falha. Regiões sobrepostas são criadas por dois conjuntos de transformadores de instrumentos e relés para cada disjuntor. Eles são projetados para redundância para eliminar áreas desprotegidas; no entanto, as regiões sobrepostas são projetadas para permanecerem tão pequenas quanto possível, de modo que quando ocorre uma falha em uma região de sobreposição e as duas zonas que abrangem a falha são isoladas, o setor do sistema de energia que é perdido do serviço ainda é pequeno, apesar de duas zonas estarem isoladas.

## Equipamento de monitoramento de perturbações
O equipamento de monitoramento de perturbações (DME) monitora e registra dados do sistema relativos a uma falha. O DME cumpre três propósitos principais:
- validação do modelo,
- investigação de perturbações e
- avaliação do desempenho da proteção do sistema.[2]

Os dispositivos DME incluem:
- Registradores de sequência de eventos, que registram a resposta do equipamento ao evento
- Registradores de falhas, que registram dados reais da forma de onda das tensões e correntes primárias do sistema
- Registradores de distúrbios dinâmicos (DDRs), que registram incidentes que retratam o comportamento do sistema de energia durante eventos dinâmicos, como baixa frequência (0,1 Hz – 3 Hz) oscilações e excursões anormais de frequência ou tensão

## Medidas de desempenho
Engenheiros de proteção definem confiabilidade como a capacidade do sistema de proteção de operar corretamente em resposta a falhas dentro de sua zona de proteção, enquanto segurança é definida como a tendência de não atuar em caso de falhas fora da zona de proteção. Ambos os aspectos, confiabilidade e segurança, são questões cruciais para a operação segura e eficiente de um sistema de proteção. A análise da árvore de falhas é uma ferramenta útil para engenheiros de proteção, permitindo comparar a confiabilidade relativa dos diferentes esquemas de proteção propostos. Quantificar a confiabilidade do sistema de proteção é fundamental para tomar decisões informadas sobre como aprimorar a proteção, equilibrando as compensações entre confiabilidade e segurança, além de otimizar os custos. Uma compreensão quantitativa da confiabilidade é essencial em um setor de serviços públicos altamente competitivo, onde as decisões precisam ser bem fundamentadas para garantir a eficiência e a segurança do sistema.
- Confiabilidade: os dispositivos devem funcionar de forma consistente quando ocorrem condições de falha, independentemente de ficarem ociosos por meses ou anos. Sem essa confiabilidade, os sistemas podem causar danos dispendiosos.
- Seletividade: os dispositivos devem evitar disparos falsos e injustificados.
- Velocidade: Os dispositivos devem funcionar rapidamente para reduzir os danos ao equipamento e a duração das falhas, com apenas atrasos de tempo intencionais muito precisos.
- Sensibilidade: Os dispositivos devem detectar até mesmo o menor valor de falhas e responder.
- Economia: Os dispositivos devem fornecer proteção máxima com custo mínimo.
- Simplicidade: os dispositivos devem minimizar os circuitos e equipamentos de proteção.

Confiabilidade: Confiabilidade vs Segurança
Existem dois aspectos da operação confiável dos sistemas de proteção: confiabilidade e segurança.  Confiabilidade é a capacidade do sistema de proteção de operar quando necessário para remover um elemento defeituoso do sistema de energia. Segurança é a capacidade do sistema de proteção de impedir sua operação durante uma falha externa. A escolha do equilíbrio apropriado entre segurança e confiabilidade ao projetar o sistema de proteção exige julgamento de engenharia e varia de caso para caso.